# Jahangir
Nuruddin Salim Jahangir (31 de agosto de 1569 – 28 de octubre de 1627). Fue el 4º emperador mogol de la India desde 1605 hasta 1627. El nombre de Jahangir, en persa, significa conquistador o dominador del mundo.

## Biografía

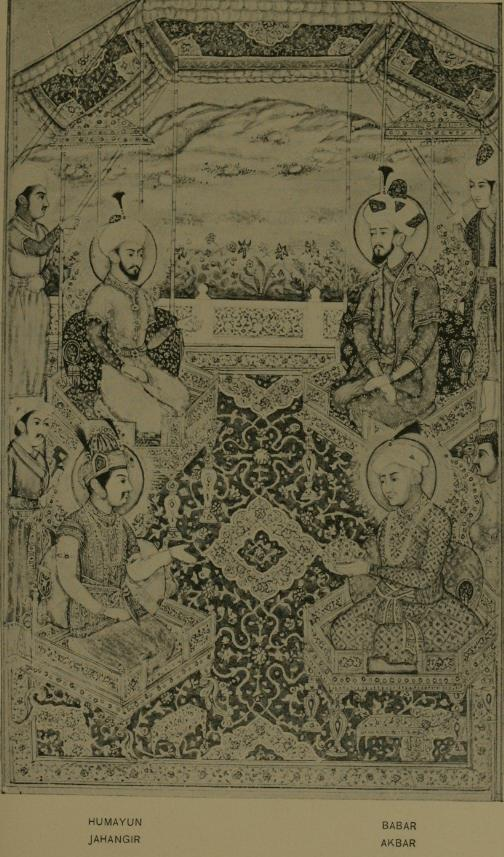
Jahangir en la izquierda junto a Akbar (derecha).

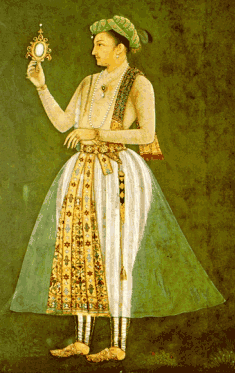
Jahangir.

Nació como príncipe Muhamand Salim el 30 de agosto de 1569 siendo el hijo único del emperador Akbar que llegó a la edad adulta. Su madre fue la princesa Amber Jodhabai. El emperador Akbar el Grande se aseguró que su hijo recibiera la mejor educación posible. Salim comenzó sus estudios a la edad de cuatro años instruyéndose de la mano de tutores importantes como Abdur Rahim Khan-i-Kkanan en persa, árabe, turco y urdu, así como en historia, geografía, aritmética y otras ciencias.
Se casó con Man Bai (hija de Bhagwan) el 13 de febrero de 1585. Posteriormente se le permitió casarse con diferentes mujeres de familias aristocráticas (Mughal y Rajput). Una de sus esposas favoritas fue la princesa Rajput, quien dio a luz al príncipe Khurram, el sucesor de Jahangir, que reinó con el nombre de Sha Jahan. Tuvo un total de veinte esposas, siendo la última Mehr-un-nisa, con quien contrajo matrimonio en mayo de 1611.
Jahangir inició una revuelta para usurpar el trono de su padre, Akbar, en 1599, pero no pudo reinar hasta el 3 de noviembre de 1605, ocho días después de su muerte. Jahangir ascendió al trono con el título de Nuruddin Muhammad Jahangir Ghazi, comenzando un reinado de 22 años a la edad de 36. Al acceder a trono tuvo que defender el poder en contra de su propio hijo, derrotándolo en 1606; Lo confinó en una fortaleza en Agra y posteriormente fue castigado por Jahangir dejándolo ciego. Sin embargo su amor de padre lo llevó a buscar a los mejores médicos, que consiguieron salvarle un ojo.
El reinado comenzó con muchos actos que le ganaron el favor popular. Liberó prisioneros de guerra, dio amnistía a muchos de sus oponentes, prometió proteger el Islam, etc. También colocó una “Cadena dorada de justicia”, la cual estaba atada a sesenta campanas, de tal manera que cualquiera podía tocar las campanas y recibir una audiencia con el emperador.
Vivió rodeado de comodidades, y sumido en el alcoholismo; se le podía ver día y noche con una copa de vino en la mano. Fue un gran escritor, amante de la naturaleza, dedicándose a describir la flora y la fauna de su reino en su biografía. También era coleccionista de arte, hoy día muchas de sus pinturas pueden ser vistas en museos. 
Jahangir era susceptible a ser manipulado por lo que su esposa Nur Jehan era la gobernante del imperio en la sombra. Fue durante el reinado de Jahangir, cuando se concedió a los británicos, permiso formal para comerciar en el Imperio mogol.
El emperador murió en 1627, siendo enterrado en Shahdara, Pakistán. Su tercer hijo, Khurram fue quien continuó el reinado, tomando el título de Sha Jahan.

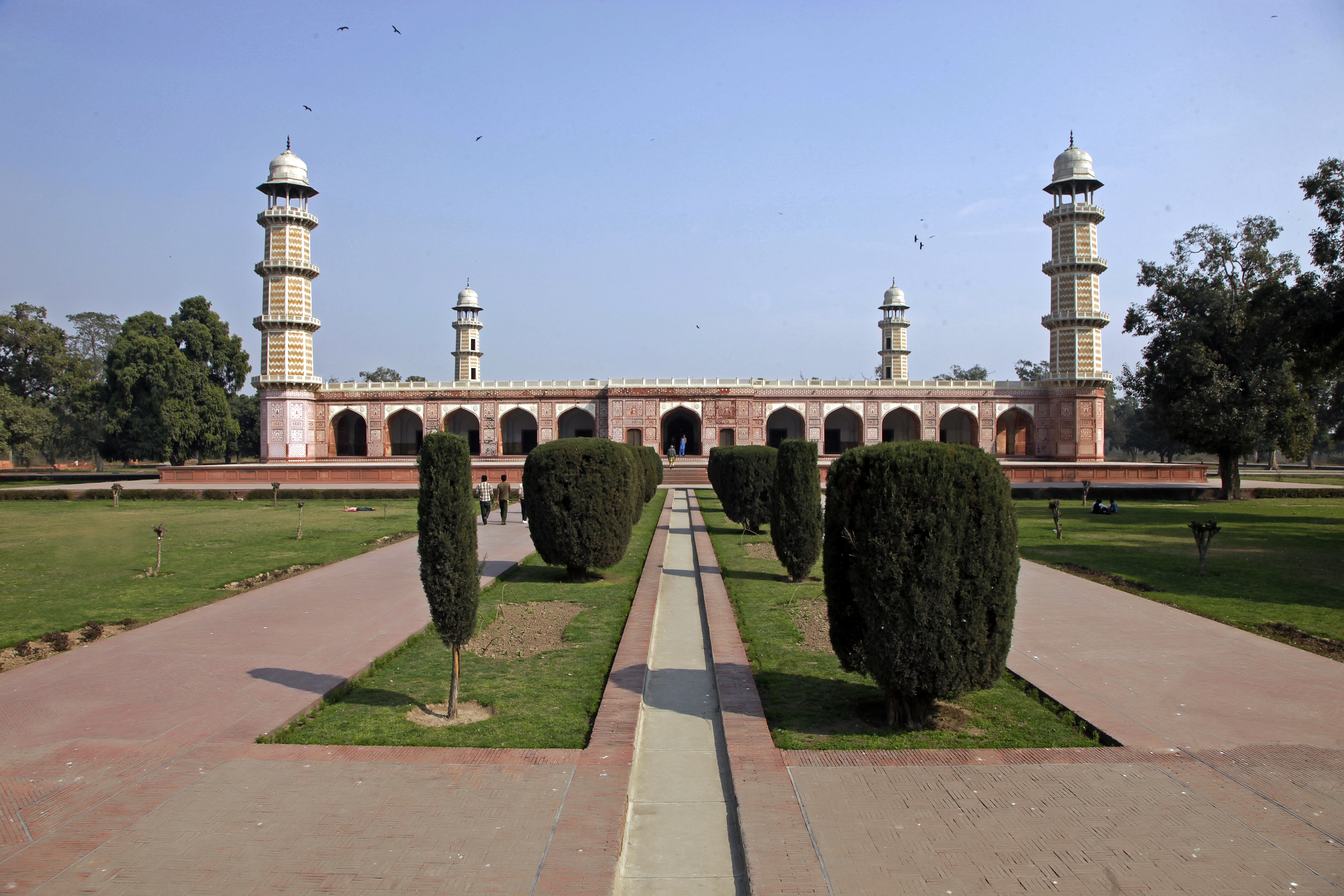
Tumba de Jahangir de Jahangir en Shahdara Bagh, un suburbio de Lahore

La tumba de Jahangir —erigida en 1627-1637 supervisada por su mujer Nur Jehan— está en Shahdara Bagh, un suburbio de Lahore, en la provincia de Punyab, Pakistán; es una gran atracción turística de la ciudad.